# Eli Fara
Eli Fara, född den 21 maj 1967 i Korça i Albanien, är en albansk folksångerska. Fara är välkänd inom hela den albanska diasporan. Hon fick sitt genombrott genom att delta i folkmusikfestivalen i Gjirokastra år 1988. Hon har tilldelats priset Artiste i merituar, en av de största utmärkelserna inom albansk musik. År 2012 ställde hon upp i Kënga Magjike 14 med låten "Romale". Hon lyckades ta sig till finalen som hölls den 10 november. Väl där tilldelades hon 587 poäng vilket räckte till att knipa femteplatsen. Hon tilldelades även priset "Çmimi Etno Music".

## Diskografi

### Album
- 2008: Të dua për vete
- 2009: Hitet e kaluara

### Singlar
- 2011: Dashma e madhe
- 2011: Kush e ndezi dasmen
- 2012: Vetëm sonte
- 2012: Romale

### Fotnoter
1. ↑  ”Lista e plotë e finalistëve të Kënga Magjike 2012” (på albanska). Albtime. 10 november 2012. Arkiverad från originalet den 11 november 2012. https://web.archive.org/web/20121111192921/http://www.albtime.com/lista-e-plote-e-finalisteve-te-kenga-magjike-2012/. Läst 10 november 2012.
2. ↑  ”Alban Skenderaj fiton "Kënga Magjike 2012"” (på albanska). Albtime. 11 november 2012. Arkiverad från originalet den 5 december 2012. https://archive.is/20121205203416/http://www.albtime.com/alban-skenderaj-fiton-kenga-magjike-2012-video/.